# Georg Forster
Johann Georg Adam Forster (Nassenhuben perto de Danzig, atualmente Mokry Dwór na Polônia, 27 de novembro de 1754 – Paris, 10 de janeiro de 1794) foi um naturalista, etnólogo e jornalista alemão. Foi filho do naturalista e explorador Johann Reinhold Forster.

## Biografia
Em tenra idade, ele acompanhou seu pai, Johann Reinhold Forster, em várias expedições científicas, incluindo a segunda viagem de James Cook ao Pacífico. Seu relato dessa viagem, Uma Viagem ao Redor do Mundo, contribuiu significativamente para a etnologia do povo da Polinésiae continua sendo um trabalho respeitado. Como resultado do relatório, Forster foi admitido na Royal Society com a idade de vinte e dois anos e passou a ser considerado um dos fundadores da literatura científica moderna de viagem.
Depois de retornar à Europa continental, Forster voltou-se para a academia. Ele ensinou história natural no Collegium Carolinum no Ottoneum, Kassel (1778-84) e, mais tarde, na Academia de Vilna (Universidade de Vilnius) (1784-87). Em 1788, ele se tornou bibliotecário-chefe da Universidade de Mainz. A maior parte de seu trabalho científico durante esse tempo consistiu em ensaios sobre botânica e etnologia, mas ele também prefaciou e traduziu muitos livros sobre viagens e exploração, incluindo uma tradução alemã dos diários de Cook.
Forster foi uma figura central do Iluminismo na Alemanha e se correspondeu com a maioria de seus adeptos, incluindo seu amigo íntimo Georg Christoph Lichtenberg. Suas ideias, relatos de viagens e personalidade influenciaram Alexander von Humboldt, um dos grandes cientistas do século XIX.  Quando os franceses assumiram o controle de Mainz em 1792, Forster desempenhou um papel de liderança na República de Mainz, o primeiro estado republicano na Alemanha. Durante julho de 1793 e enquanto ele estava em Paris como um delegado da jovem República de Mainz, forças da coalizão prussiana e austríacas retomaram o controle da cidade e Forster foi declarado um fora da lei. Incapaz de retornar à Alemanha e separado de seus amigos e familiares, ele morreu em Paris de doença no início de 1794.

## Trabalhos (em inglês)
- A Voyage Round the World in His Britannic Majesty's Sloop Resolution, Commanded by Capt. James Cook, during the Years, 1772, 3, 4, and 5 (1777) (online)
- De Plantis Esculentis Insularum Oceani Australis Commentatio Botanica (1786) - online Project Gutenberg
- Florulae Insularum Australium Prodromus  (1786) - online Project Gutenberg e Biodiversity Heritage Library (DOI:10.5962/bhl.title.10725)
- Essays on moral and natural geography, natural history and philosophy (1789–97)
- Views of the Lower Rhine, Brabant, Flanders (3. volumes, 1791–94)
- Georg Forsters Werke, Sämtliche Schriften, Tagebücher, Briefe, Academia Alemã de Ciências de Berlim, G. Steiner et al. Berlim: Akademie 1958
- Werke in vier Bänden, Gerhard Steiner (editor). Leipzig: Insel 1965. ASIN: B00307GDQ0
- Reise um die Welt, Gerhard Steiner (editor). Frankfurt am Main: Insel, 1983. ISBN 3-458-32457-7
- Ansichten vom Niederrhein, Gerhard Steiner (editor). Frankfurt am Main: Insel, 1989. ISBN 3-458-32836-X
- Georg Forster, Briefe an Ernst Friedrich Hector Falcke. Neu aufgefundene Forsteriana aus der Gold- und Rosenkreuzerzeit, Michael Ewert, Hermann Schüttler (editores). Georg-Forster-Studien Beiheft 4. Kassel: Kassel University Press 2009. ISBN 978-3-89958-485-1
- Commentationes Societatis regiae scientiarum gottingensis, vol. IX